# جون ليال
جون ليال (بالإنجليزية: John Lyall)‏ (24 فبراير 1940 في المملكة المتحدة - 18 أبريل 2006 في المملكة المتحدة) هو لاعب كرة قدم بريطاني في مركز الدفاع. شارك مع منتخب إنجلترا تحت 18 سنة لكرة القدم. أما مع النوادي، فقد لعب مع وست هام يونايتد.

## وصلات خارجية
- جون ليال على موقع قاعدة بيانات كرة القدم.إي يو (الإنجليزية)